# Ectrosia anomala
Ectrosia anomala är en gräsart som beskrevs av Charles Edward Hubbard. Ectrosia anomala ingår i släktet Ectrosia och familjen gräs.
Artens utbredningsområde är Queensland. Inga underarter finns listade i Catalogue of Life.